# Krzysztof Gadowski
Krzysztof Jan Gadowski (ur. 14 sierpnia 1962 w Bochni) – polski polityk, inżynier transportu, poseł na Sejm V, VI, VII, VIII, IX i X kadencji (od 2005).

## Życiorys
W 1986 ukończył studia w Instytucie Transportu, Eksploatacji i Utrzymania Pojazdów Politechniki Śląskiej w Gliwicach z tytułem zawodowym magister inżynier transportu. W 1996 ukończył podyplomowe studia na Wydziale Organizacji i Zarządzania Politechniki Śląskiej (zarządzanie przedsiębiorstwem), a w 1998 na Wydziale Prawa i Administracji Uniwersytetu Śląskiego (samorząd lokalny). Absolwent studiów podyplomowych w Collegium Humanum w Warszawie (2020).
Od 1991 był zastępcą dyrektora, a w okresie 1996–1998 dyrektorem Międzygminnego Związku Komunikacyjnego w Jastrzębiu-Zdroju. W wyborach samorządowych w 1998 bezskutecznie ubiegał się o mandat radnego miasta z listy Akcji Wyborczej Solidarność. W latach 1998–2005 pełnił funkcję wiceprezydenta Jastrzębia-Zdroju. W 2006 bez powodzenia w wyborach samorządowych kandydował na urząd prezydenta tego miasta.
W 1996 przystąpił do Ligi Krajowej. W latach 1999–2003 należał do Ruchu Społecznego (do 2002 działającego jako RS AWS), był wiceprzewodniczącym koła powiatowego tej partii. W 2003 był wśród założycieli Chrześcijańskiego Ruchu Samorządowego, został członkiem zarządu głównego tego stowarzyszenia. Przystąpił do Platformy Obywatelskiej, z listy której w wyborach parlamentarnych w 2005 został wybrany na posła V kadencji w okręgu rybnickim. W wyborach parlamentarnych w 2007 po raz drugi uzyskał mandat poselski, otrzymując 18 003 głosy. W wyborach w 2011 z powodzeniem ubiegał się o reelekcję, dostał 15 326 głosów.
W 2015 został ponownie wybrany do Sejmu, otrzymując 11 549 głosów. W Sejmie VIII kadencji został członkiem Komisji do Spraw Energii i Skarbu Państwa oraz Komisji do Spraw Unii Europejskiej.
W wyborach parlamentarnych w 2019 kandydował z listy KO w okręgu nr 30, otrzymując 18 799 głosów i uzyskując mandat posła IX kadencji. Również w 2023 z powodzeniem ubiegał się o reelekcję z wynikiem 36 031 głosów. Objął funkcję wiceprzewodniczącego Komisji do Spraw Energii, Klimatu i Aktywów Państwowych. W 2024 z ramienia KO startował w wyborach do Parlamentu Europejskiego z okręgu nr 11. W październiku został powołany na przewodniczącego Rady Ochrony Pracy, zastępując na tym stanowisku zmarłą Izabelę Mrzygłocką.

## Wyniki w wyborach ogólnopolskich
| Wybory | Komitet wyborczy                | Komitet wyborczy      | Organ            | Okręg        | Wynik          |
| ------ | ------------------------------- | --------------------- | ---------------- | ------------ | -------------- |
| 2005   |                                 | Platforma Obywatelska | Sejm V kadencji  | nr 30        | 7705 (3,43%)   |
| 2007   | Sejm VI kadencji                | Platforma Obywatelska | 18 003 (5,94%)   | nr 30        |                |
| 2011   | Sejm VII kadencji               | Platforma Obywatelska | 15 326 (5,80%)   | nr 30        |                |
| 2015   | Sejm VIII kadencji              | Platforma Obywatelska | 11 549 (3,98%)   | nr 30        |                |
| 2019   |                                 | Koalicja Obywatelska  | Sejm IX kadencji | nr 30        | 18 799 (5,63%) |
| 2023   | Sejm X kadencji                 | Koalicja Obywatelska  | 36 031 (9,44%)   | nr 30        |                |
| 2024   | Parlament Europejski X kadencji | Koalicja Obywatelska  | nr 11            | 8075 (0,61%) |                |

## Odznaczenia
W 2011 otrzymał Srebrną Odznakę „Zasłużony dla Ochrony Przeciwpożarowej”.